# Marion Webster
Pour les articles homonymes, voir Webster.
Marion Elizabeth Webster-Bukovsky (9 avril 1921 - 6 juillet 1985) est une biochimiste canado-américaine qui est la première à isoler l'antigène Vi de la typhoïde et à en déterminer la structure. Elle publie de nombreux articles sur le système kinine-kallikréine alors qu'elle travaille à l'Institut national américain cœur, poumon sang. Webster a défendu la présence des femmes dans les sciences et est présidente de l'Association for Women in Science et des Graduate Women in Science.

## Carrière et recherche
Après avoir obtenu son diplôme de l'université d'État de Floride, Marion Webster rejoint une équipe de scientifiques du ministère de l'Agriculture des États-Unis qui a mis au point le DDT comme insecticide. Elle rejoint ensuite l'Institut de recherche de l'armée Walter Reed, puis obtient un doctorat à l'université de Georgetown. Sa thèse de 1950  est intitulée « The Purification of Vi Antigen from Salmonella Coli ». Webster est la première à isoler l'antigène Vi de la typhoïde et à déterminer sa structure. Elle rejoint l'Institut national cœur poumon sang (NHLBI) du NIH en 1958, et publie de nombreux articles sur le système kinine-kallikréine.
Défendant la présence des femmes dans les sciences, Webster croyait qu'il fallait aider d'autres femmes à développer leur carrière, elle a donc été présidente de l'Association for Women in Science et de Graduate Women in Science. Elle était aussi membre de l'American Chemical Society, de l'Association américaine pour l'avancement des sciences, de l'American Association of Clinical Chemists, de l'American Society for Pharmacology and Experimental Therapeutics, de l'American Physiological Society, de l'International Society for Biochemical Pharmacology, de la New York Academy of Sciences et de la Society of Experimental Biology and Medicine.

## Vie personnelle
Marion Elizabeth Webster naît à Ottawa le 9 avril 1921,. Elle épouse Alexis P. Bukovsky. Elle déménage de Washington, D.C. à Winter Park, en Floride, en 1976. Elle était membre de la First United Methodist Church et de la Virginia Heights Association à Winter Park. Elle est membre de la commission de la Winter Park Housing Authority. Elle meurt le 6 juillet 1985 à Winter Park. Elle laisse derrière elle son mari et ses frères, Bruce S. Webster de North Fort Myers, en Floride, et Donald A. Webster d'Ottawa. Marion Webster est enterrée au Palm Cemetery en Floride.

## Œuvres choisies
- Landerman, Nathaniel S. ; Webster, Marion E. ; Becker, Elmer L. ; Ratcliffe, Harold E. (juillet 1962). "Hereditary Angioneurotic Edema". Journal of Allergy. 33 (4) : 330–341. DOI 10.1016/0021-8707(62)90032-1. PMID 14461960.
- Webster, Marion E. ; Gilmore, Joseph P. (avril 1964). "Influence of Kallidin-10 on Renal Function . American Journal of Physiology. Legacy Content. 206 (4) : 714–718. DOI 10.1152/ajplegacy.1964.206.4.714.  (ISSN 0002-9513). PMID 14166162.
- Webster, Marion E. (juin 1966). "The Kallikrein-Kininogen-Kinin System". Arthritis & Rheumatism. 9 (3) : 473–482. DOI 10.1002/art.1780090311. PMID 5938060.
- Webster, Marion E. ; Pierce, Jack V. (décembre 2006). "The Nature of the Kallidins Released from Human Plasma by Kallikreins and other Enzymes". Annales de l'Académie des sciences de New York. 104 (1) : 91-107. DOI 10.1111/j.1749-6632.1963.tb17655.x. PMID 13999415. S2CID 20156560.